# Louis Félix Terrier
Pour les articles homonymes, voir Terrier.
Louis Félix Terrier, né le 31 août 1837 à Paris, et mort le 8 avril 1908 dans la même ville, est un chirurgien français.

## Biographie
Felix Terrier devient docteur en médecine à Paris en 1870 et professeur de chirurgie à la faculté de médecine en 1892. Il est l'auteur, entre autres, du Manuel de pathologie chirurgicale (1877) et des Éléments de pathologie chirurgicale générale (1885).

## Hommages et distinctions
- 1890 : membre de l'Académie de médecine, section de pathologie chirurgicale[1].
- 1900 : commandeur de la Légion d'honneur[2].

Une plaque commémorative est installée 11 rue de Solférino (7e arrondissement de Paris), où il vécut.

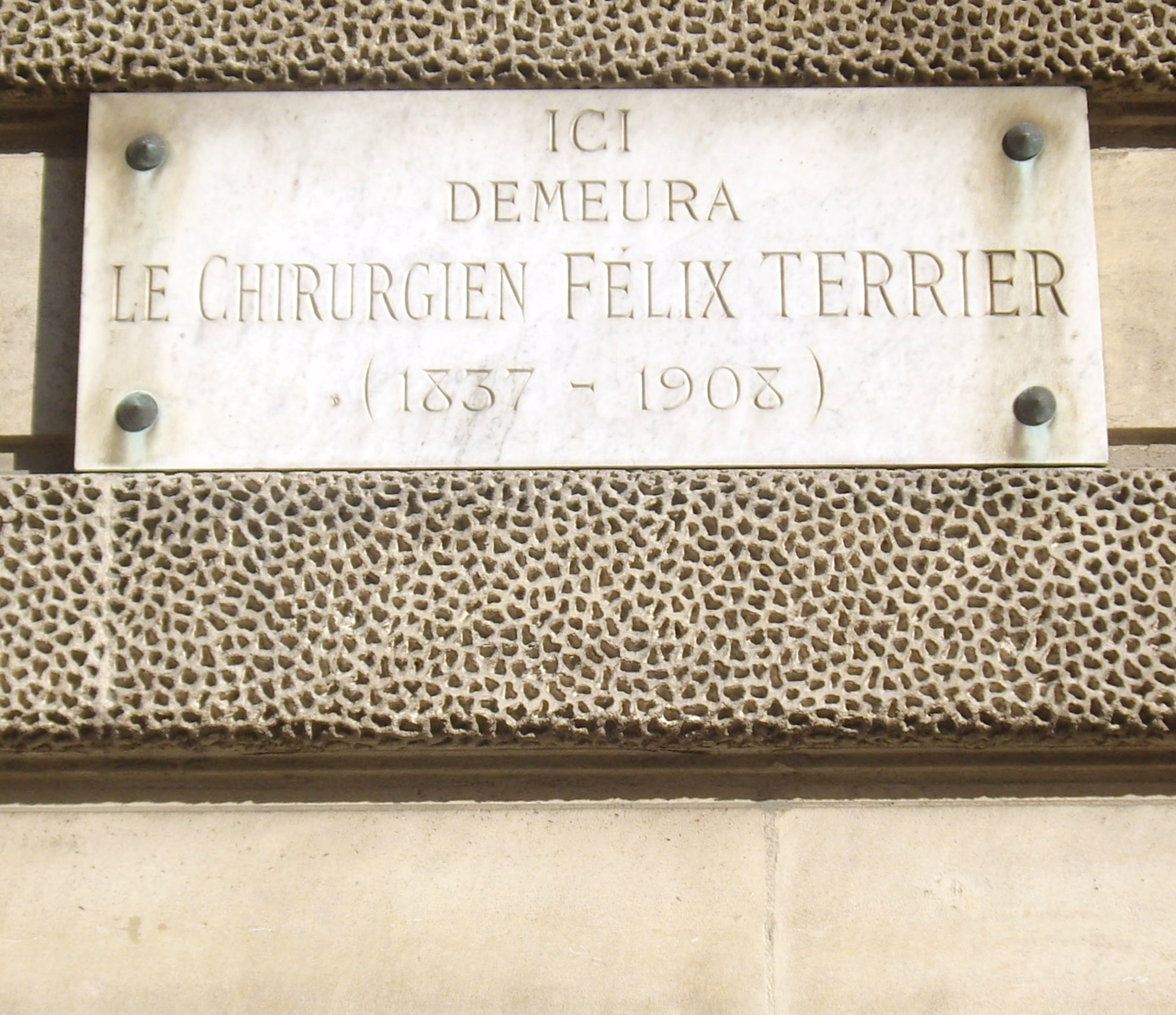

La rue Félix-Terrier, dans le 20e arrondissement de Paris, lui rend hommage.